# Édouard Bergeon

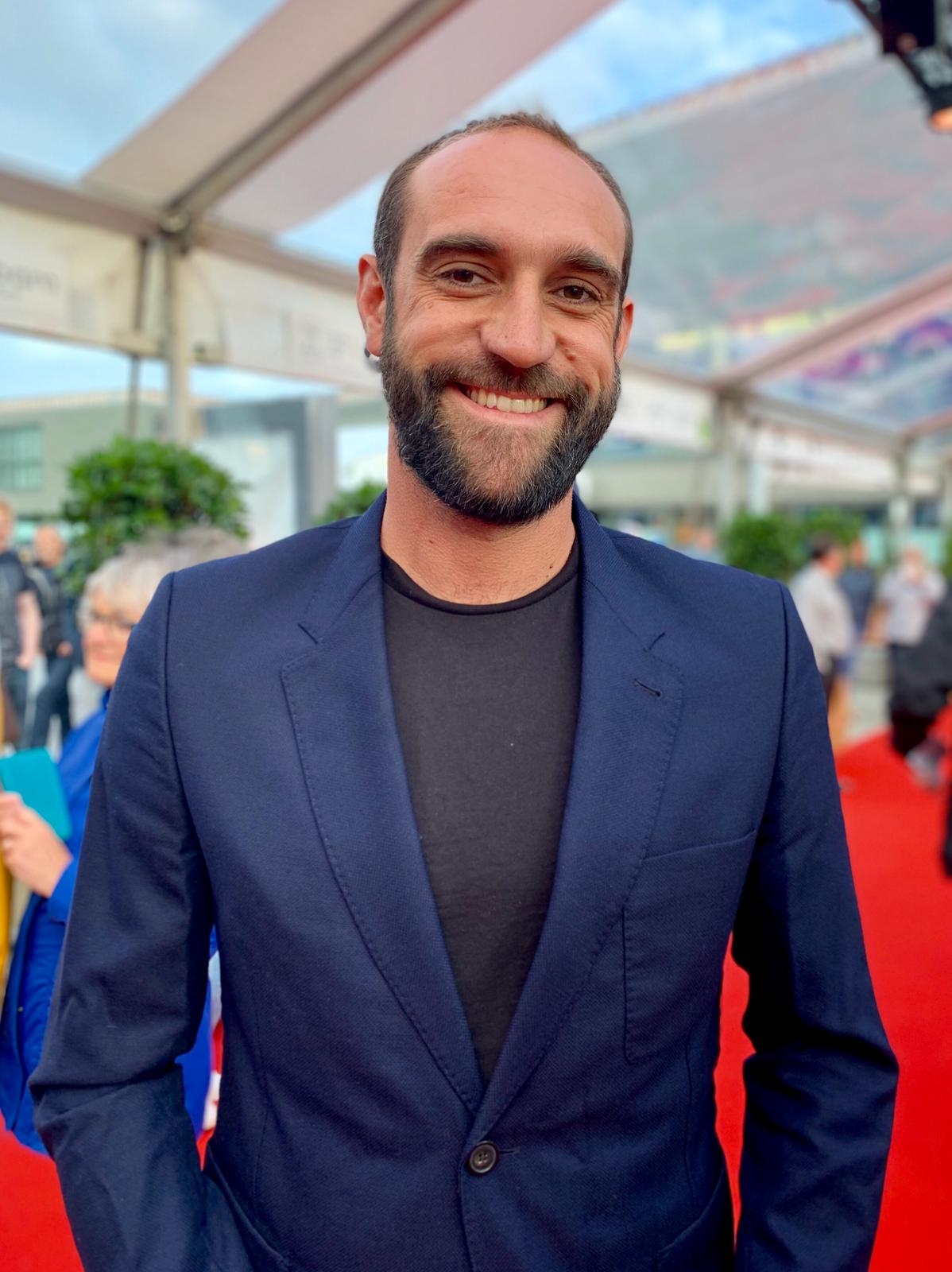
Édouard Bergeon 2019

Édouard Bergeon (* 29. September 1982 in Poitiers) ist ein französischer Filmregisseur.

## Leben
Bergeon kam als Sohn eines Bauern in Poitiers zur Welt und wuchs mit seiner Schwester auf einem Bauernhof nahe Poitiers auf. Zunächst wollte Bergeon Agraringenieur werden, entschied sich jedoch schon während der Schulzeit dagegen. Im Jahr 1999 beging sein Vater Selbstmord und Bergeons Mutter führte, unterstützt von den Kindern, den Bauernhof fort.
Im Jahr 2003 begann Bergeon zunächst, freiberuflich als Sportreporter für La Nouvelle République und France 3 Poitou-Charentes zu arbeiten, bevor er 2005 zu France 2 wechselte, wo er drei Jahre lang tätig war. Anschließend ging er zur Presseagentur Tony Comiti Productions und drehte Beiträge im In- und Ausland.
Ab 2010 war Bergeon eigenständig als Dokumentarfilmer tätig. Sein Dokumentarfilmdebüt wurde Les fils de la terre, das 2012 im Rahmen der Reihe Infrarouge ausgestrahlt wurde und sich mit Selbstmorden von Bauern in Frankreich beschäftigte. Unter anderem beschäftigte sich Bergeon darin mit dem Tod seines Vaters Christian Bergeon 1999. Weitere Dokumentarfilme folgten.
Im Jahr 2019 kam Bergeons Langfilmregiedebüt Au nom de la terre in die französischen Kinos. Der ab Sommer 2018 gedrehte Film behandelt die Geschichte von Pierre, gespielt von Guillaume Canet, der den Bauernhof seines Vaters übernimmt, im Laufe der Jahre jedoch an der Arbeitslast und den staatlichen Auflagen zerbricht. Bergeon verarbeitete damit die Geschichte seines eigenen Vaters. Für Au nom de la terre wurde Bergeon 2020 für einen César in der Kategorie Bestes Erstlingswerk nominiert.
Im Jahr 2014 eröffnete Bergeon in Paris das Restaurant Martin – boire et manger. Er erhielt im Jahr 2018 das Brevet professionnel responsable d’exploitation agricole und plant, den Bauernhof seiner Mutter nach deren Verrentung zu übernehmen. Im Jahr 2020 ging Bergeons digitaler Fernsehsender CultivonsNous auf Sendung, der sich der Welt der Landwirtschaft widmet.

## Filmografie (Auswahl)
- 2012: 2018: Infrarouge (TV-Dokuserie, zwei Folgen)
- 2012: L’entrée des Trappistes (Dokumentarfilm)
- 2012: Les enfants taupes de Colombie (Dokumentarfilm)
- 2013: Ferme à vendre (Dokumentarkurzfilm)
- 2014: Liberté, égalité, improvisez! (Dokumentarfilm)
- 2015: Playground: When kid’s dreams come true (Dokumentarfilm)
- 2015: Dans les coulisses du Tour de France (Dokumentarfilm)
- 2016: Du miel et des hommes (Dokumentarfilm)
- 2019: Au nom de la terre

## Auszeichnungen
- 2020: César-Nominierung, Bestes Erstlingswerk, für La nom de la terre
- 2020: César-Nominierung, Publikumspreis, für La nom de la terre